# Aleksander IV (papież)
Aleksander IV (łac. Alexander IV, właśc. Rinaldo Conti; ur. ok. 1185 w Anagni, zm. 25 maja 1261 w Viterbo) – papież w okresie od 12 grudnia 1254 do 25 maja 1261.

## Życiorys
Był bratankiem Innocentego III i krewnym Grzegorza IX. Studiował prawdopodobnie w Paryżu, gdzie uzyskał tytuł magistra. Dzięki protekcji kardynała Ugolino di Segni (przyszłego Grzegorza IX) ok. 1219 został subdiakonem papieskim. Grzegorz IX mianował go kardynałem-diakonem Sant'Eustachio (18 września 1227), kamerlingiem Świętego Kościoła Rzymskiego (1227–1231), oraz kardynałem-biskupem Ostia e Velletri (1231). Był legatem papieskim w Viterbo (1232/33) oraz w Lombardii (1237). Działał w kurii, jako protektor zakonu franciszkanów. Nie towarzyszył Innocentemu IV w jego wygnaniu we Francji (1244–1251), lecz pozostał w Italii jako jeden z jego wikariuszy. Po śmierci Innocentego IV obrano go papieżem w Neapolu 12 grudnia 1254 roku.
Aleksander IV prowadził nieco bardziej pojednawczą politykę w stosunku do Hohenstaufów niż jego poprzednik, nie zdobył się jednak na zasadniczą zmianę polityki Stolicy Apostolskiej. W marcu 1255 roku rzucił ekskomunikę na Manfreda Sycylijskiego, nieślubnego syna Fryderyka II Hohenstaufa, który sprawował władzę w królestwie Sycylii jako regent, odmówił jednak poparcia także prawowitemu dziedzicowi Konradynowi. Zamiast wybrać, któregoś z rywalizujących ze sobą Hohenstaufów, chciał osadzić na tronie sycylijskim angielskiego hrabiego, Edmunda Crouchbacka. Wkrótce potem papież jednak anulował swoją decyzję, gdy przekonał się, że król Henryk III nie może spełnić jego warunków militarnych. 10 sierpnia 1258 Manfred koronował się w Palermo na króla Sycylii. Zagroził wówczas realnie państwu papieskiemu, zajmując Marchię Ankońską, Spoleto oraz Romanię i obejmując urząd wikariusza Lombardii. Wiosną 1261 rzymianie wybrali go na senatora i zmusili Aleksandra IV do ucieczki do Viterbo, gdzie najczęściej rezydował.
Za jego rządów nastąpiło przyznanie większych kompetencji inkwizytorom w walce przeciwko heretykom (w 1256 otrzymali oni moc wzajemnego rozgrzeszania się ze stosowania tortur).
W roku 1257 papież Aleksander IV podporządkował kanonicznie Kościół katolicki na Rusi Halickiej biskupom lubuskim.
Papież ten ogłosił świętą w 1255 Klarę z Asyżu, współzałożycielkę klarysek. Zmarł w Viterbo, 25 maja 1261.